# Fuerza Nueva de Andalucía

Logo de Fuerza Nueva

Fuerza Nueva de Andalucía es una organización política fundada en Sevilla en 2001 con el propósito de aglutinar en la comunidad autónoma de Andalucía al conjunto de seguidores del movimiento político Fuerza Nueva. La organización tiene como fin la propagación y defensa de los principios y valores del pensamiento y la obra de Blas Piñar. Su presidente es Juan León Cordón.
Desde su fundación la organización ha abierto una sede en Málaga y ha convocado actos con ocasión del 18 de julio, el 1 de octubre y el 20 de noviembre a nivel regional, además de haber participado en otros actos conmemorativos y propagandísticos a nivel nacional. 
En junio de 2009, Fuerza Nueva Andalucía dio orden expresa a sus militantes de votar a la candidatura del partido político Alternativa Española.